# Sunderland Association Football Club 1973-1974
Questa voce raccoglie le informazioni riguardanti il Sunderland Association Football Club nelle competizioni ufficiali della stagione 1973-1974.

## Stagione
La squadra gioca il campionato di Second Division concluso al 6º posto.
La squadra gioca anche la Coppa delle Coppe in virtù della vittoria della FA Cup 1972-1973, uscendo al secondo turno per mano dei portoghesi dello Sporting Lisbona.

## Rosa
| N. |                        | Ruolo | Calciatore          |
| -- | ---------------------- | ----- | ------------------- |
|    | Inghilterra (bandiera) | P     | Jimmy Montgomery    |
|    | Inghilterra (bandiera) | P     | Keith Waugh         |
|    | Inghilterra (bandiera) | D     | Joe Bolton          |
|    | Inghilterra (bandiera) | D     | Ron Guthrie         |
|    | Scozia (bandiera)      | D     | Dick Malone         |
|    | Inghilterra (bandiera) | D     | Richie Pitt         |
|    | Inghilterra (bandiera) | D     | David Vernon Watson |
|    | Inghilterra (bandiera) | D     | David Young         |

| N. |                             | Ruolo | Calciatore      |
| -- | --------------------------- | ----- | --------------- |
|    | Irlanda del Nord (bandiera) | C     | Danny Hegan     |
|    | Scozia (bandiera)           | C     | Bobby Kerr      |
|    | Scozia (bandiera)           | C     | Ian Porterfield |
|    | Inghilterra (bandiera)      | C     | Tony Towers     |
|    | Inghilterra (bandiera)      | A     | Rod Belfitt     |
|    | Inghilterra (bandiera)      | A     | Vic Halom       |
|    | Scozia (bandiera)           | A     | Billy Hughes    |